# Jiří Blažek (tanečník)
Jiří Blažek (5. července 1923 Pardubice – 8. srpna 2017 Ústí nad Labem) byl český tanečník a choreograf.

## Život
Vystudoval gymnázium. Taneční techniku se naučil od Rudolfa Macharovského, Zdeny Zabylové a Jelizavety Nikolské. V letech 1942–1944 byl v angažmá ve Švandově divadle a v letech 1945–1946 v Divadle 5. května. V letech 1946–1949 studoval dějiny umění a národopis na Filozofické fakultě Univerzity Karlovy, poté do roku 1951 studoval choreografii na taneční katedře Divadelní fakulty Akademie múzických umění, následně do roku 1956 studoval na tanečním učilišti Ruské akademie divadelního umění v Moskvě.
V letech 1946–1988 působil v Národním divadle v Praze, kde v letech 1949–1967 byl sólistou baletu a v letech 1967–1988 choreografem a šéfem souboru. V roce 1969 podepsal rezoluci proti sovětské okupaci a na čtyři roky mu byla pozastavena činnost v divadle. Pro Národní divadlo vytvořil choreografie pro 50 baletů, 16 oper a pět činoher. V letech 1988–1991 byl šéfem baletu a choreografem v Ústí nad Labem.
Jako taneční ztvárnil roli Romea v Prokofjevově baletu Romeo a Julie, Učitele tance a Prince v Popelce, Frýborta ve Filozofské historii a Šaška v Labutím jezeře. V 60. let 20. století se začal věnovat choreografii, kde usiloval o čistotu stylu a kompoziční vyspělost baletních inscenací. Inscenoval velké celovečerní opusy zejména na hudbu skladatelů 20. století. Choreografii připravil například pro balety Spartakus, Doktor Faust, Dafnis a Chloe, Petruška, Louskáček, Giselle, Broučci, Vítr ve vlasech, Istar a Vzpoura.
V roce 2001 obdržel cenu Thálie za celoživotní dílo. Jeho manželkou byla dlouhá léta tanečnice Marta Drottnerová-Blažková. Posledních pár desítek let však strávil se svou dlouholetou milenkou, korepetitorkou a inspicientkou divadla v Ústí nad Labem, Danou Karasovou-Blažkovou, se kterou se po rozvodu oženil.